# Міжнародні відносини Бразилії
Зовнішня політика Бразилії, згідно з конституцією 1988 року, будується перш за все на принципах невтручання, самовизначення націй, міжнародної кооперації та пошуку мирних рішень міжнародних конфліктів.

## Коротка історія
Традиційно Бразилія прагнула бути лідером латиноамериканських держав і відігравала важливу роль в системі колективної безпеки та економічної кооперації Західної півкулі. Бразилія підтримувала Антанту протягом Першої світової війни та антигітлерівську коаліцію в роки Другої — її експедиційний корпус відіграв певну роль у визволенні від нацизму Італії.

## Міжнародна кооперація
Бразилія бере участь у діяльності багатьох міжнародних організацій в галузі безпеки та співробітництва. Тепер вона є членом Міжамериканського договору взаємної допомоги і Організації американських держав. Разом з Аргентиною, Чилі і США Бразилія — один із гарантів перуансько-еквадорського мирного процесу. Бразилія бере участь у діяльності багатьох агентств ООН. Вона посилала солдат для збереження миру в складі військ ООН  у Бельгійське Конго, Кіпр, Мозамбік, Анголу, Східний Тимор та Гаїті. У 2004—2005 Бразилія була тимчасовим членом Ради Безпеки ООН в дев'ятий раз. Бразилія також приєдналася до Договору про нерозповсюдження ядерної зброї  та підписала угоду про повне співробітництво з Міжнародним агентством з атомної енергії (МАГАТЕ), погодилася з Тлателолкським договором і стала членом Режиму контролю ракетних технологій (MTCR). Участь у цих договорах змусила Бразилію припинити власну програму розробки ядерної зброї. Бразилія також є членом Міжнародного кримінального суду без Двосторонньої угоди імунітету для військових США.
Через ріст та диверсифікацію економіки Бразилія стає все більш впливовим гравцем у міжнародній політиці та економіці. Латинська Америка, США, ЄС і Японія — основні ринки бразильського експорту і джерела іноземних інвестицій. Проте, нещодавно інтерес Бразилії до утворення Американської зони безмитної торгівлі значно впав, і вона намагається перенести вирішення більшості торгових питань до Світової організації торгівлі (СОТ). На самітах СОТ Бразилія часто брала участь у дебатах проти розвинених країн, які надають субсидії своїм виробникам сільськогосподарської продукції, що на загальну думку шкодить Бразилії конкурувати на світовому ринку.
Нещодавно Бразилія почала надавати високий пріоритет відносинам із своїми південноамериканськими сусідами і входить до складу Амазонського пакту, Асоціації латиноамериканської інтеграції і Меркосур (митний союз з Аргентиною, Уругваєм, Парагваєм і Венесуелою. Крім того, особливо протягом останніх років, Бразилія намагається зміцнити зв'язки з колишніми португальськими колоніями в рамках Співдружності португаломовних країн (CPLP).

## Нерозв'язані проблеми зовнішньої політики
- Дві короткі ділянки кордону з Уругваєм є предметом давньої територіальної суперечки — область Арройо (Arroio Invernada) біля річки Куараї (в Уругваї її називають Куарейм) та острови в місці впадіння Куараї до річки Уругвай.
- Бразилія оголосила в 1986 році своєю зоною інтересів сектор між 28° до 53° західної довготи в Антарктиці (Antártica Brasileira). Ця зона частково перетинається з зонами британських та аргентинських інтересів.
- У 2004 році країна подала заяву до ООН про розширення своєї морської економічної зони вздовж бразильських берегів.

## Політика в ООН
Зараз Бразилія входить до групи країн G4 (разом з Німеччиною, Японією та Індією), що намагаються стати постійними членами Ради Безпеки ООН.

## Ресурси Інтернету
- Ministério das Relações Exteriores — Офіційний сайт бразильського Міністерства міжнародних справ (порт. мовою)
- Ministério das Relações Exteriores — Офіційний сайт бразильського Міністерства міжнародних справ (англійською мовою)
- Бразильська місія до ООН — Офіційний сайт бразильської місії у ООН (порт. та англ. мовами)